# Тындала (Туркестанская область)
Тындала (каз. Тыңдала, до 2000 г. — Целина) — село в Жетысайском районе Туркестанской области Казахстана. Входит в состав Атамекенского сельского округа. Код КАТО — 514465980.

## Население
В 1999 году население села составляло 225 человек (118 мужчин и 107 женщин). По данным переписи 2009 года, в селе проживал 281 человек (141 мужчина и 140 женщин).